# France (prénom)
Pour les articles homonymes, voir France (homonymie).
France est un prénom épicène.

## Généralités
France est un prénom épicène.  Il est fêté le 25 avril.

## Variantes et diminutifs
Le prénom France a pour dérivés féminins les plus courants Francelina, France-Line, Franceline, France-Lise, Francelise, Francelyne, Francelyse, Francette et Marie-France. Sa forme masculine est Francelin.

## Personnalités féminines portant ce prénom
Pour les articles sur les personnes portant ce prénom, consulter la liste générée automatiquement pour : le prénom France, le prénom Frances et  le prénom Marie-France.
France est un prénom féminin notamment porté par :
- France Bloch-Sérazin (1913-1943) résistante française ;

- France Castel (1944-), pseudonyme de Francine Bégin, chanteuse, actrice et animatrice québécoise ;
- France Gall (1947-2018), nom de scène de la chanteuse française Isabelle Gall;
- Anne-France Goldwater (1960-), avocate montréalaise spécialisée en droit de la famille et personnalité publique (animatrice et commentatrice judiciaire).

## Personnalités masculines portant ce prénom
Pour les articles sur les personnes portant ce prénom, consulter la liste générée automatiquement pour : le prénom France.
France est un prénom masculin notamment porté par :
- France-Albert René (1935-2019), homme politique des Seychelles ;
- France Antelme (1900-1944), agent mauricien du service secret britannique ;
- France Prešeren (1800-1849), poète slovène ;
- France Staub (1920-2005), ornithologue, herpétologue et botaniste mauricien ;
- France Štiglic (1919-1993), réalisateur et scénariste yougoslave.